# Domaine de Stamm
Le domaine de Stamm est à Boutcha un site patrimonial historique et naturel protégé.
Le parc comprend un château de style néo-roman qui était la demeure de Yevhen Stamm travaillant à la construction de la ligne Kiev-Kovel.

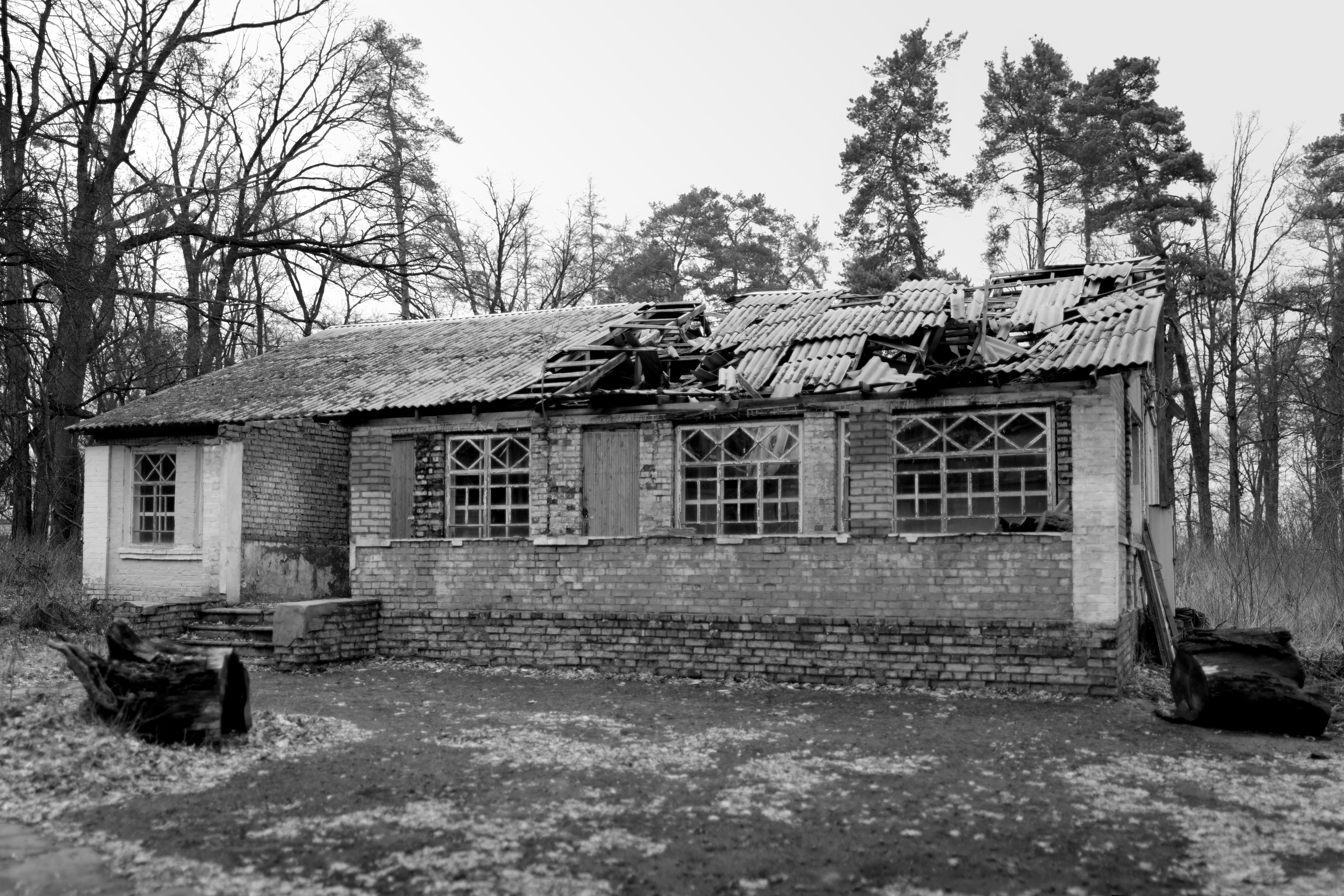
Le parc, Registre national des monuments d'Ukraine.

## Quelques images

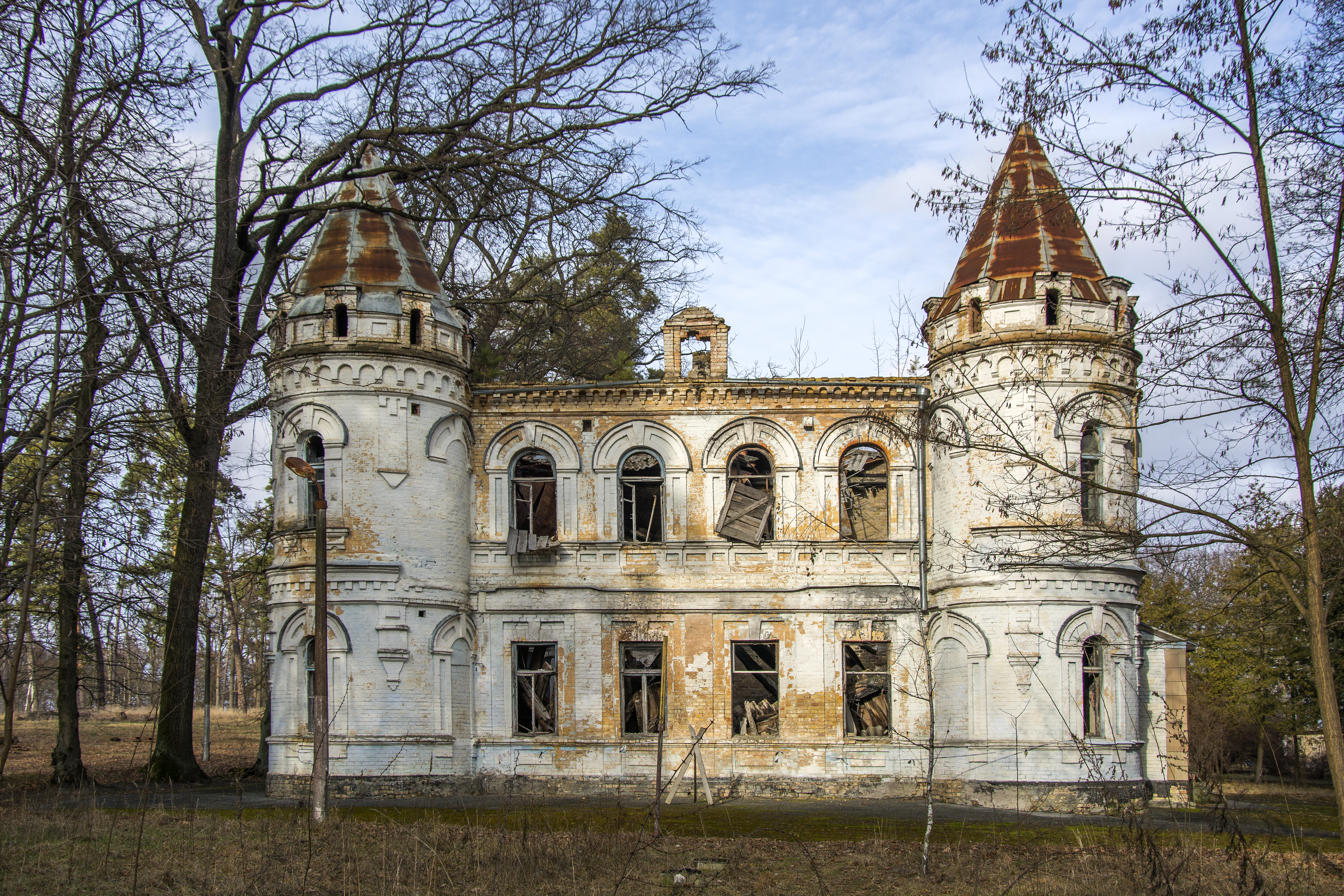
Château
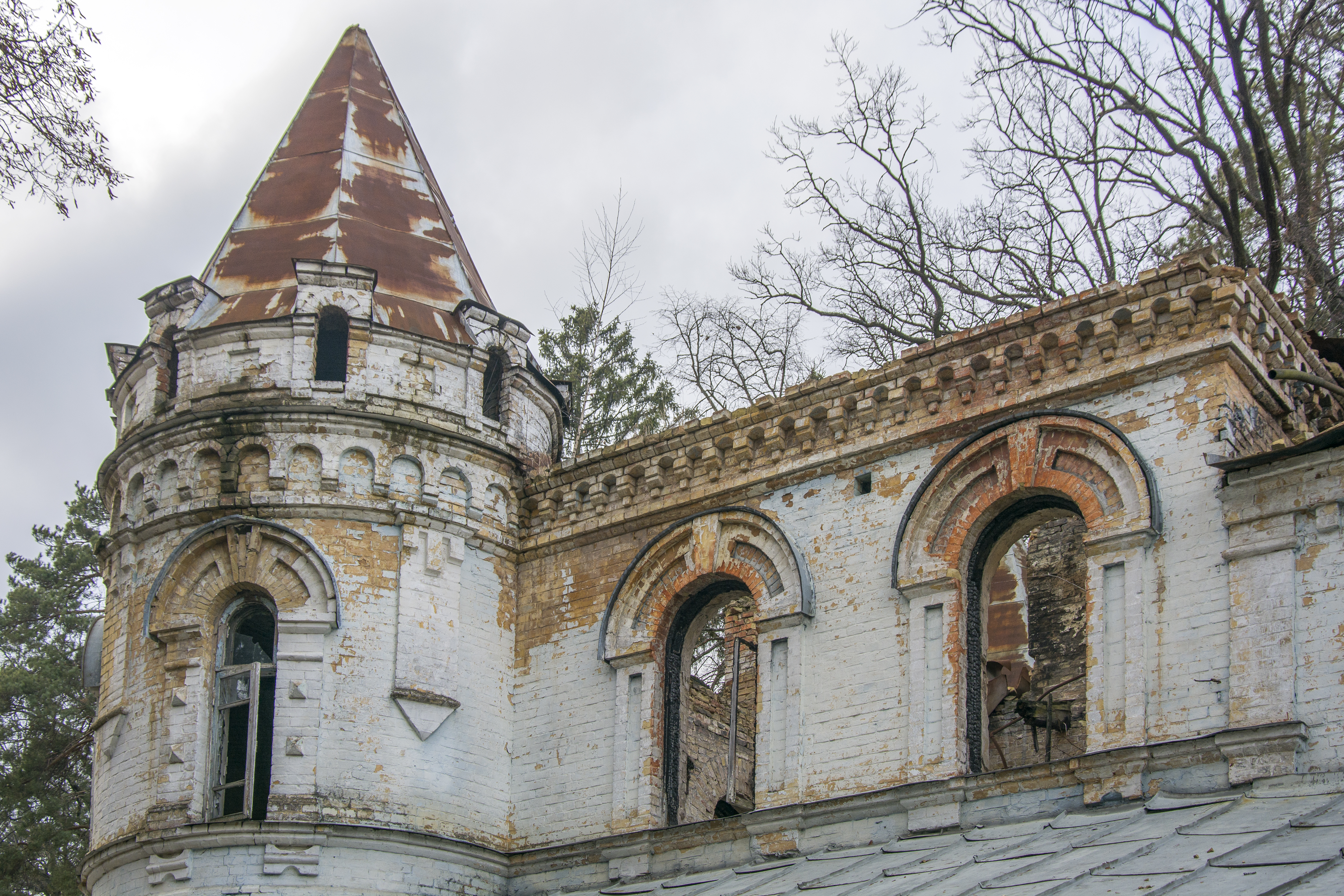
détail de la façade
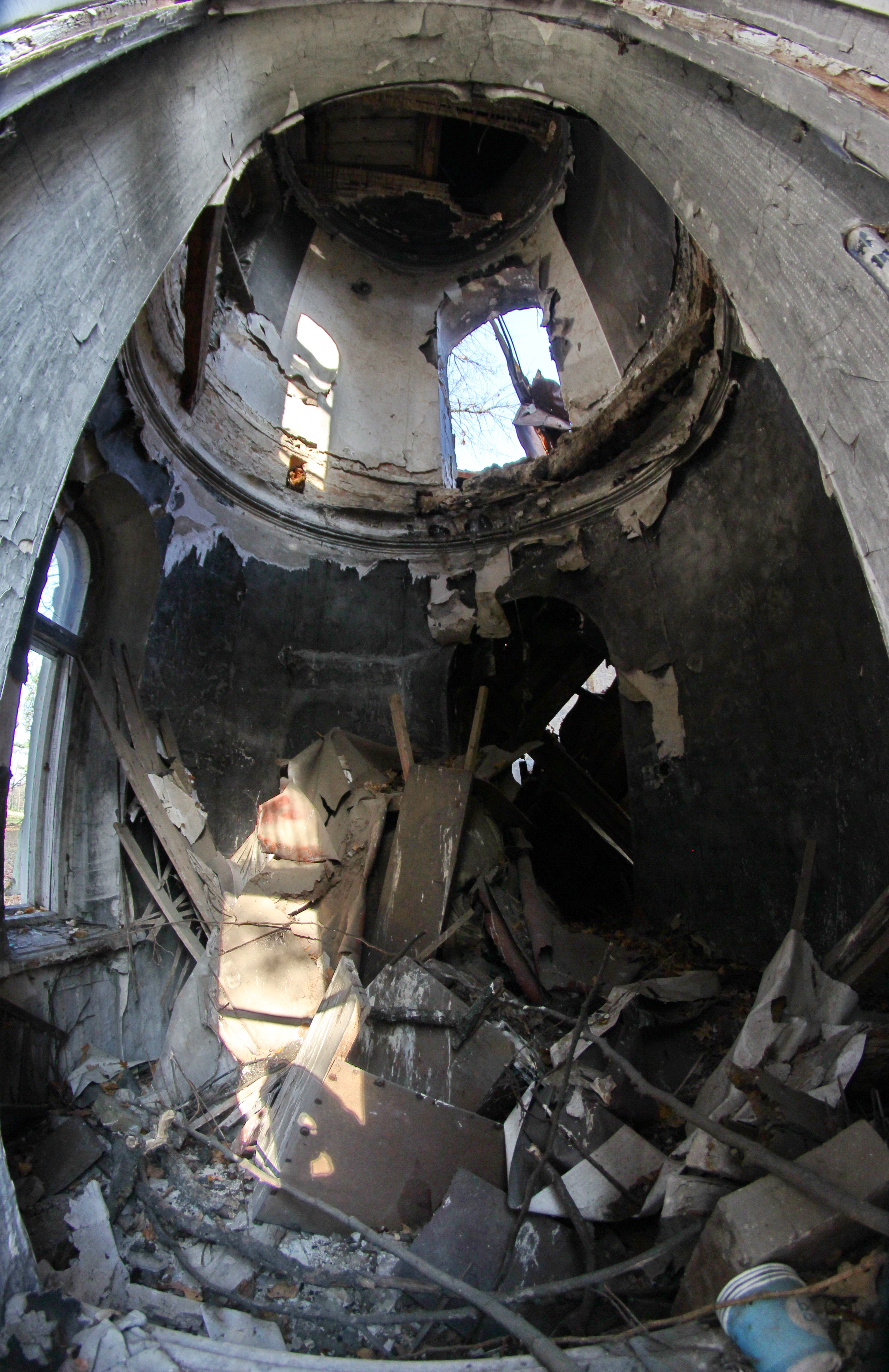
dégâts d'incendie.